# آلمن
آلمن (به هلندی: Almen) یک منطقهٔ مسکونی در هلند است که در لوخم واقع شده‌است. آلمن ۱٬۱۹۹ نفر جمعیت دارد.